# 스미다 린
스미다 린(일본어: 隅田 凜, 1996년 1월 12일 ~ )는 일본의 여자 축구 선수이다.

## 국가대표팀 경력
2012년 FIFA U-17 여자 월드컵, 2016년 FIFA U-20 여자 월드컵에 출전했다.
그녀는 2017년 4월 9일 코스타리카과의 경기에서 일본 국가대표팀에 데뷔했다. 2018년 AFC 여자 아시안컵 우승, 2018년 아시안 게임 금메달 획득에 기여했다. 2022년 AFC 여자 아시안컵에도 출전했다. 그녀는 2022년까지 국제 A매치 통산 27경기에 출전, 1득점을 넣었다.

## 통계
| 일본 | 일본 | 일본 |
| 연도 | 출전 | 득점 |
| ---- | ---- | ---- |
| 2017 | 7    | 0    |
| 2018 | 15   | 0    |
| 2019 | 0    | 0    |
| 2020 | 0    | 0    |
| 2021 | 2    | 0    |
| 2022 | 3    | 1    |
| 통산 | 27   | 1    |